# Prix Rothschild en sciences
Ne doit pas être confondu avec Prix Rothschild.
Le prix Rothschild (en anglais Rothschild Prize) en sciences est un prix scientifique israélien qui est attribué depuis 1959 par la fondation Yad Hanadiv (en), qui est la fondation de la famille Rothschild en Israël. Le prix récompense des publications exceptionnelles en sciences ; il est décerné tous les deux ans  en mathématiques, science informatique et  ingénierie, en sciences de la vie, ainsi que chimie et physique et tous les quatre ans  en sciences sociales, science du judaïsme et en lettres et sciences humaines. La cérémonie de remise des prix a lieu traditionnellement à la Knesset en présence d'un représentant du gouvernement et d'un représentant de la famille Rothschild.
L'Association for the Study of Nationalities (en) décerne également un Rothschild Prize,  pour des livres sur le nationalisme et l’ethnicité.

## Lauréats

### 1959 - 1970
1959
- Max Kurrein; sciences de l'ingénieur
- Shmuel Agmon; mathématiques
- Don Patinkin; sciences sociales

1960
- Avraham Komarov; agriculture
- Ephraïm Katzir; sciences de la vie

1961
- E.D. Bergman; chimie
- Hans Jakob Polotsky; lettres et sciences humaines
- Gershom Scholem; science du judaïsme
- Yoel Rokach; physique

1962
- Markus Reiner; sciences de l'ingénieur
- Abraham Adolf Fraenkel; mathématiques
- Louis Guttman; sciences sociales

1963
- Yitzhak Wahl; agriculture
- Yigaël Yadin; lettres et sciences humaines
- Georg Haas; sciences de la vie

1964
- David Ginsburg; chimie
- Yitzhak Baer; science du judaïsme
- Zeev Lev; physique

1965
- Abraham Kogan; sciences de l'ingénieur
- Chaim Leib Pekeris; mathématiques
- Gad Tedeschi; sciences sociales

1966
- Aharon Bondi; agriculture
- Shmuel Sambursky; lettres et sciences humaines
- Yitzhak Bernblum; sciences de la vie

1967
- Michael Sela; chimie
- Ben-Zion Dinur; science du judaïsme
- Yuval Ne'eman; physique

1969
- Shmuel Ruchman; sciences de l'ingénieur
- Zvi Herbert Riesel; sciences de l'ingénieur
- Myron Melman; sciences de l'ingénieur
- Aryeh Berger; sciences de la vie
- Shimshon Amitsur; mathématiques
- Shmuel Eisenstadt; sciences sociales

### 1971 - 1990
1971
- Yair Mundlak; agriculture
- Aharon Katzir; chimie
- Joshua Prawer; lettres et sciences humaines
- Zeev Ben-Hayyim; science du judaïsme
- Yigal Talmi; physique

1973
- Franz Heinrich Ollendorff; sciences de l'ingénieur
- Michael Zohary; sciences de la vie
- Michael Rabin; mathématiques
- Michael Bruno; sciences sociales

1975
- Joshua Jortner; chimie
- David Ayalon; lettres et sciences humaines
- Shlomo Pinès; science du judaïsme
- Haim Harari; physique

1977
- Yehudith Birk; agriculture
- Leo Sachs; sciences de la vie
- Hillel Furstenberg; mathématiques
- Roberto Bachi; sciences sociales

1979
- Izchak Steinberg; chimie
- Haim Blank; lettres et sciences humaines
- Harry Zvi Lipkin; physique

1981
- Gad Loebenstein; agriculture
- Sol R. Bodner; sciences de l'ingénieur
- Yeshayahu Tishbi; science du judaïsme
- Hans Lindner; sciences de la vie
- Saharon Shelah; mathématiques
- Joseph Ben-David; sciences sociales

1983
- Meir Wilchek; chimie
- Nachman Avigad; lettres et sciences humaines
- Ephraim Elimelech Urbach; science du judaïsme
- Yakir Aharonov; physique

1985
- Isaac Harpa; agriculture
- Yitzhak Kidron; sciences de l'ingénieur
- Michael Feldman; sciences de la vie
- Israel Gochberg; mathématiques
- Yaacov Katz; sciences sociales

1988
- Abraham Patchornik; chimie
- Meir Kister; lettres et sciences humaines
- Shraga Abramson; science du judaïsme
- Jacob Bekenstein; physique

1990
- Ilan Chet; agriculture
- Dan Shechtman; sciences de l'ingénieur
- Alexander Levitzki; sciences de la vie
- Achi Brandt; mathématiques
- Nissan Liviatan; sciences sociales

### 1992 - 2010
1992
- Raphael Levine; chimie
- Yehoshua Blau; lettres et sciences humaines
- Ezra Fleisher; science du judaïsme
- Zeev Vager; physique

1994
- Jaacov Katan; agriculture
- Moshe Zakai; sciences de l'ingénieur
- Shmuel Shaltiel; sciences de la vie
- Adi Shamir; mathématiques
- Menahem Yaari; sciences sociales

1996
- Edward Kosower; chimie
- Moshe Gil; science du judaïsme
- Yoseph Imry; physique

1998
- Yona Chen; agriculture
- Yitzhak Hadar; agriculture
- Jacob Bear; sciences de l'ingénieur
- Ruth Arnon; sciences de la vie
- Ehud Hrushovski; mathématiques
- Sergiu Hart; sciences sociales

2000
- Zeev Luz; chimie
- Hayim Tadmor; lettres et sciences humaines
- David Flusser; science du judaïsme
- Amnon Aharony; physique

2002
- Nachum Kedar; agriculture
- Haim D. Rabinowitch; agriculture
- Jacob Ziv; sciences de l'ingénieur
- Zvi Selinger; sciences de la vie
- Alexander Lubotzky; mathématiques
- Elhanan Helpman; sciences sociales

2004
- Joseph Klafter; chimie
- David Shulman; lettres et sciences humaines
- Haim Beinart; science du judaïsme
- Asher Peres (de); physique

2006
- Gedeon Dagan; sciences de l'ingénieur
- Ada Yonath; sciences de la vie
- Benjamin Weiss; mathématiques
- Asher Koriat; sciences sociales

2008
- Itamar Willner (de); chimie
- Etan Kohlberg (de); lettres et sciences humaines
- Moshe Bar-Asher; science du judaïsme
- Mordechai (Moty) Heiblum (de); physique

2010
- Shalom Applebaum; agriculture
- Abraham Lempel; sciences de l'ingénieur
- Yoram Groner; sciences de la vie
- David Kazhdan; mathématiques
- Ariel Rubinstein; sciences sociales

### Depuis 2012 -
2012
- Raphael Mechoulam; chimie  und physique
- Margalit Finkelberg; lettres et sciences humaines
- Moshe Idel; science du judaïsme
- Chaim Cedar; sciences de la vie
- Gil Kalai; mathématiques et sciences de l'ingénieur

2014
- Shlomo Havlin; chimie et physique
- Eli Keshet; sciences de la vie
- Shlomo Shamai; mathématiques et sciences de l'ingénieur
- Avner de Shalit; sciences sociales

2016
- Reshef Tenne; chimie  und physique
- Yohanan Friedmann (en); lettres et sciences humaines
- Ya’akov Kaduri (James Kugel (en)); science du judaïsme
- Hagai Bergman; sciences de la vie
- Nati Linial; mathématiques et sciences de l'ingénieur